# Homosexualität auf Antigua und Barbuda

Geografische Lage von Antigua und Barbuda

In Antigua und Barbuda ist Homosexualität für Männer und Frauen gesetzlich legal.

## Legalität
Im Juli 2022 wurden sexuelle Handlungen unter Männern oder unter Frauen durch Gerichtsentscheid legalisiert.
In Antigua und Barbuda wurde Analverkehr nach § 12 des Sexual Offences Act von 1995 bis Juli 2022 mit einer Freiheitsstrafe von bis zu 15 Jahren bestraft. § 15 sah eine Bestrafung für alle anderen gleichgeschlechtlichen sexuellen Handlungen zwischen Männern, ebenso wie zwischen Frauen, mit Gefängnis von bis zu fünf Jahren vor. Der Gesetzestext verurteilte jegliche Form von „schwerer Unzucht“ an anderen, die als „Handlung, außer dem Geschlechtsverkehr, bei der eine Person ein Geschlechtsorgan zum Zweck der Erregung oder zur Erfüllung sexuellen Verlangens verwendet“ definiert wird. (“An act of serious indecency is an act, other than sexual intercourse, by a person involving the use of genital organ for the purpose of arousing or gratifying sexual desire.”) Ausdrücklich von der Bestrafung nach § 15 ausgenommen waren nur einvernehmliche Handlungen zwischen einem Mann und einer Frau ab einem Alter von jeweils 16 Jahren sowie bei Ehepaaren. Dieses eindeutig anti-homosexuelle Gesetz wurde erst 1995 eingeführt, um Homosexualität zu kriminalisieren. Das Gesetz gegen Homosexuelle wurde erst 1995 erneuert und wurde von weiten Teilen der religiös-konservativen Bevölkerung befürwortet.

## Anerkennung gleichgeschlechtlicher Paare
Gleichgeschlechtliche Paare werden weder im Wege der eingetragenen Partnerschaft noch im Rahmen einer gleichgeschlechtlichen Ehe anerkannt.

## Gesellschaftliche Situation
Auf Antigua und Barbuda herrschen, wie in fast allen ehemals britischen Kolonien in der Karibik, diskriminierende Gesetze und homophobe Praktiken, die verhindern, dass homosexuelle Menschen Zugriff auf die Gesundheitsdienste haben. Die Regierung des Inselstaates wurde wiederholt von Menschenrechtsaktivisten aufgefordert, die Stigmatisierung und Diskriminierung von Menschen mit anderer sexueller Orientierung zu reduzieren und durch die Unterzeichnung einer jüngsten UN-Erklärung zu den Rechten Homosexueller ein Zeichen gegen Homophobie zu setzen. Neben der Enttäuschung darüber, dass Antigua und Barbuda die von 85 Staaten unterzeichnete Erklärung nicht unterschrieben hat, wird auch die Tatsache beklagt, dass die Bevölkerung des Landes immer intoleranter gegenüber den Rechten von Schwulen, Lesben und Transsexuellen wird.
Gewaltsame Übergriffe gegen Homosexuelle, wie in Jamaika oder auf den Bahamas, sind nicht bekannt.